# Timaschewsk
Timaschewsk (russisch Тимашевск, auch Timaschowsk, Тимашёвск) ist eine Stadt mit 53.924 Einwohnern (Stand 14. Oktober 2010) in der Region Krasnodar in Russland. Sie liegt am Fluss Kirpili, 68 km von der Hauptstadt der Kuban-Region Krasnodar entfernt.

## Geschichte

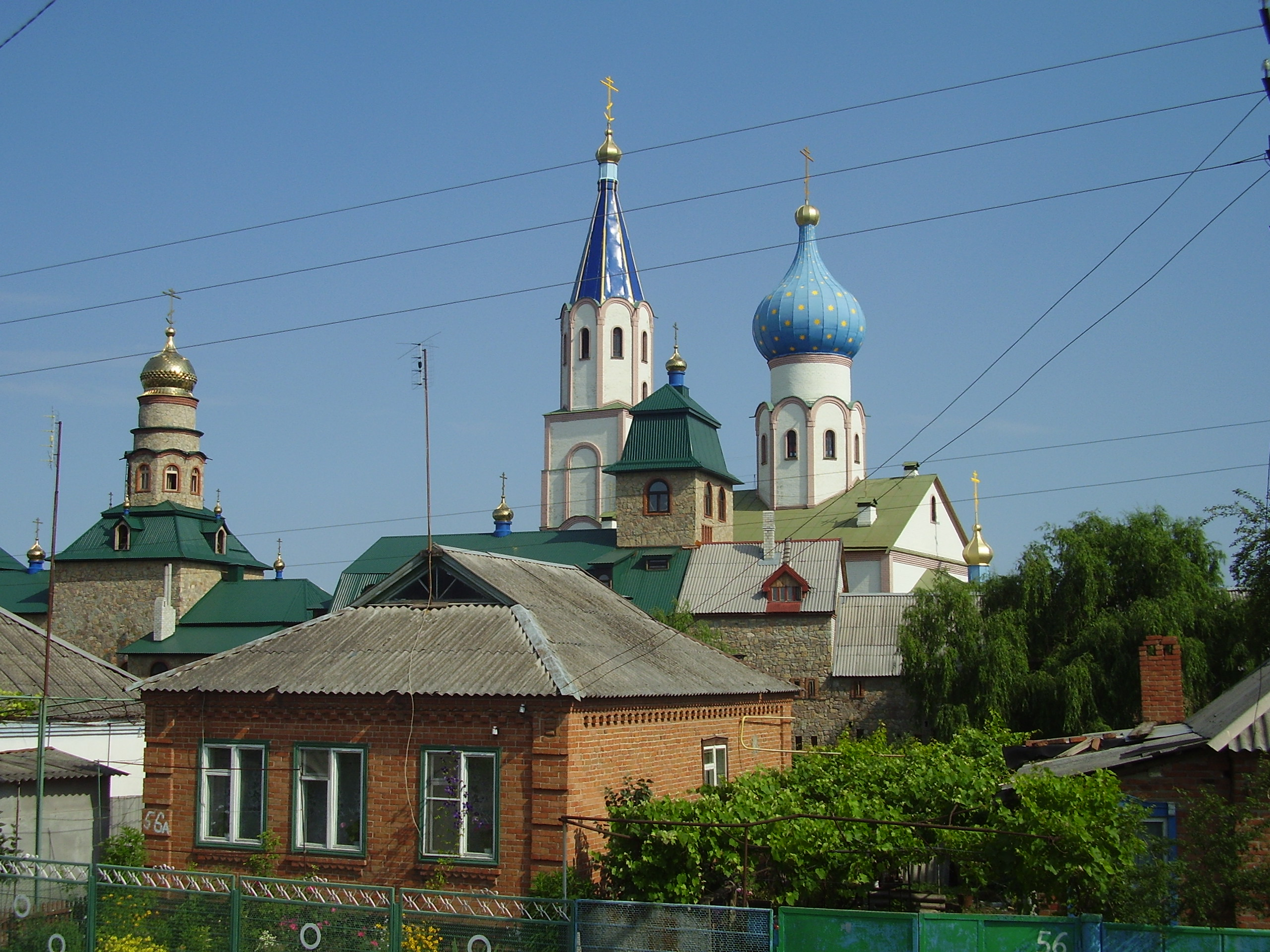
Blick auf das Heilig-Geist-Kloster in Timaschewsk

Der Ort entstand 1794, als am Ufer des Flusses Kirpili eine Kosakensiedlung namens Timaschowski Kuren gegründet wurde. Der Name stammt aus der Saporoger Sitsch. 1861 wurde die Ansiedlung von Bauern, die nicht dem Kosakenstand angehörten, von der Regierung Russlands bewilligt. In den nächsten Jahrzehnten entstanden im Dorf neue Infrastruktureinrichtungen: 1874 wurde die erste Schule eingerichtet, 1912 ein Post- und Telegraphenbüro eröffnet, 1924 begann ein Krankenhaus mit 12 Bettstellen und sechs Mitarbeitern seine Arbeit.
1943 wurde die Siedlung im Zweiten Weltkrieg von deutschen Streitkräften okkupiert und beim Abzug der Truppen völlig niedergebrannt.
Am 30. Dezember 1966 erhielt die Siedlung Stadtstatus und den Namen Timaschewsk.

### Bevölkerungsentwicklung
| Jahr | Einwohner |
| ---- | --------- |
| 1939 | 15.618    |
| 1959 | 19.049    |
| 1970 | 29.055    |
| 1979 | 39.121    |
| 1989 | 45.556    |
| 2002 | 54.116    |
| 2010 | 53.924    |

Anmerkung: Volkszählungsdaten

## Wirtschaft
Wichtigste Industriebetriebe der Stadt sind ein Asphaltwerk, eine Ziegelei, ein Tetra-Pak-Werk sowie mehrere Nahrungsmittelfabriken, davon eine Molkerei, die zum russischen Nahrungsmittelkonzern Wimm-Bill-Dann Foods gehört.

## Söhne und Töchter der Stadt
- Gennadi Romanenko (* 1937), Wirtschaftswissenschaftler, Agronom und Hochschullehrer
- Natalja Guli (* 1974), Kanutin[2]
- Jelena Annenko (* 1977), Kanutin[3]